# Progesterona
La progesterona, también conocida como P4 o pregn-4-en-3,20-diona, es una hormona esteroide C-21 involucrada en el ciclo menstrual femenino, el embarazo (promueve la gestación) y la embriogénesis, tanto en los seres humanos como en otras especies. La progesterona pertenece a una clase de hormonas llamadas progestágenos, y es el principal progestágeno humano de origen natural. Su fuente principal son el ovario (cuerpo lúteo) y la placenta, aunque también puede sintetizarse en las glándulas adrenales y en el hígado.
La progesterona es una de las hormonas sexuales que se desarrollan en la pubertad y en la adolescencia en el sexo femenino, y actúa principalmente durante la segunda parte del ciclo menstrual, parando los cambios endometriales que inducen los estrógenos y estimulando los cambios madurativos, preparando así al endometrio para la implantación del embrión. La progesterona también se encarga de engrosar y mantener sujeto al endometrio en el útero: cuando disminuye su concentración el endometrio se desprende, produciendo la menstruación. Es la hormona responsable del desarrollo de caracteres sexuales secundarios en una mujer, y sirve para mantener el embarazo.
Además de ejercer su función en el endometrio, esta hormona actúa en otros tejidos como las mamas, produciendo tensión mamaria. Esto se debe al aumento del tamaño de las glándulas mamarias. También actúa a nivel digestivo, su efecto miorrelajante puede dar lugar a diarrea. Precisamente este efecto miorrelajante es el que permite que el útero no se contraiga favoreciendo la implantación del embrión. Otra de las consecuencias de la miorrelajación es la sensación de cansancio y somnolencia. Todos estos síntomas suelen estar asociados al periodo de la menstruación, pues en esta fase del ciclo los niveles de progesterona están más elevados.

## Química y descubrimiento
La progesterona se descubrió independientemente en cuatro grupos de investigación.
Willard Myron Allen co-descubrió la progesterona con su profesor de anatomía George Washington Corner en la Facultad de Medicina de la Universidad de Rochester en 1933. Allen determinó primero su punto de fusión, peso molecular, y estructura molecular parcial. Él también le dio el nombre progesterone derivado de progestational steroidal ketone.
Como otros esteroides, la estructura de la progesterona consiste en cuatro hidrocarburos cíclicos interconectados, con grupos funcionales de cetona y oxigenados, como también dos sustituyentes metilo.

### Animales
La progesterona se produce en los ovarios (más específicamente en el cuerpo lúteo después de la ovulación), en las glándulas suprarrenales (cerca del riñón) y, durante el embarazo, en la placenta. La progesterona también se almacena en el tejido adiposo (la grasa).
En los seres humanos se producen cantidades crecientes de progesterona durante el embarazo:
- Al principio, la fuente es el cuerpo lúteo que ha sido "rescatado" por la presencia de la gonadotropina coriónica humana (hCG) del embrión.

- Sin embargo, después de la 8.ª semana la producción de progesterona se desplaza hacia la placenta. La placenta utiliza el colesterol materno como sustrato inicial y la mayoría de la progesterona producida penetra a la circulación materna, pero una parte es recogida por la circulación fetal y se utiliza como sustrato para sintetizar los corticosteroides fetales. Al término del embarazo, la placenta produce alrededor de 250 mg diarios de progesterona.

- Una fuente adicional de progesterona son los productos lácteos. Los productos lácteos contienen mucha progesterona, porque en las granjas lecheras se ordeñan las vacas preñadas, cuando el contenido de progesterona de la leche es alto. Después del consumo de productos lácteos el nivel de progesterona biodisponible aumenta.[6]

### Plantas
Se ha detectado progesterona en al menos una planta, Juglans regia. Además, hay esteroides parecidos a la progesterona en la Dioscorea mexicana, una planta de la familia de los ñames, nativa de México. Contiene un esteroide llamado diosgenina, que es tomado de la planta y convertido en progesterona. Se pueden encontrar también diosgenina y progesterona en otras especies de Dioscorea.
Otra planta que contiene sustancias fácilmente convertibles a progesterona es la Dioscorea pseudojaponica, nativa de Taiwán. Algunas investigaciones han demostrado que el ñame taiwanés contiene saponinas, un esteroide que puede convertirse en diosgenina y luego en progesterona.
Muchas otras especies Dioscorea de la familia de los ñames contienen sustancias esteroides que podrían dar lugar a progesterona. Entre las más notables están Dioscorea villosa y Dioscorea polygonoides. Un estudio demostró que la Dioscorea villosa contiene 3,5% de diosgenina. Se ha encontrado que la Dioscorea polygonoides contiene un 2,64% de diosgenina, demostrado por una cromatografía de gases-espectrometría de masas. Muchas de las especies Dioscorea que se originan de la familia del ñame crecen en países con climas tropicales y subtropicales.

## Síntesis

### Biosíntesis

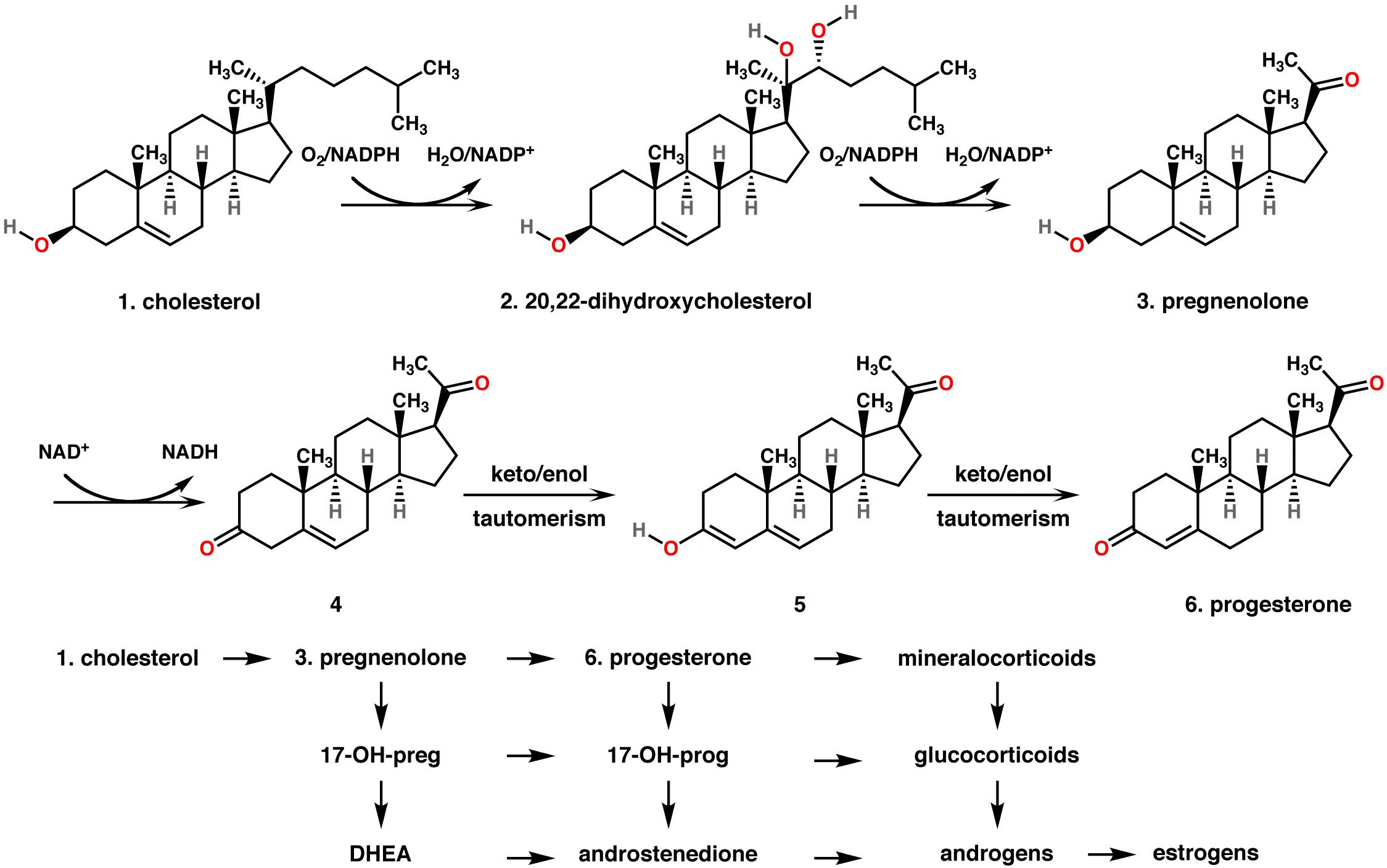
Arriba: Conversión de colesterol (1) en pregnenolona (3) y luego en progesterona (6).
Abajo: La progesterona es importante para la síntesis de aldosterona (mineralocorticoide), así como la 17-hidroxiprogesterona lo es para el cortisol (glucocorticoide), y la androstenediona para los esteroides sexuales.

En los mamíferos, la progesterona (6), tal como todas las hormonas esteroides, se sintetiza a partir de la pregnenolona (3), que a su vez deriva del colesterol (1) (véase la parte superior de la figura a la derecha).
El colesterol (1) sufre una oxidación doble para producir 20,22-hidroxicolesterol (2). Este diol vecinal se oxida luego con la pérdida de la cadena lateral que comienza en la posición C-22, produciendo la pregnenolona (3). Esta reacción la cataliza el citocromo P450scc.
La conversión de pregnenolona a progesterona tiene lugar en dos pasos. Primero, el grupo 3-hidroxilo se oxida a cetona (4) y segundo, el doble enlace se isomeriza desde C-5 a C-4, a través de una reacción de tautomerización cetona/enol  catalizada por la 3beta-hidroxiesteroide deshidrogenasa.
La progesterona (véase la mitad inferior de la figura a la derecha) es a su vez el precursor del mineralocorticoide aldosterona y, después de su conversión a 17-hidroxiprogesterona (otro progestágeno natural), del cortisol y la androstenediona. La androstenediona puede ser convertida en testosterona y estrona.
La pregnenolona y progesterona también pueden ser sintetizadas por la levadura.

### Síntesis en laboratorio

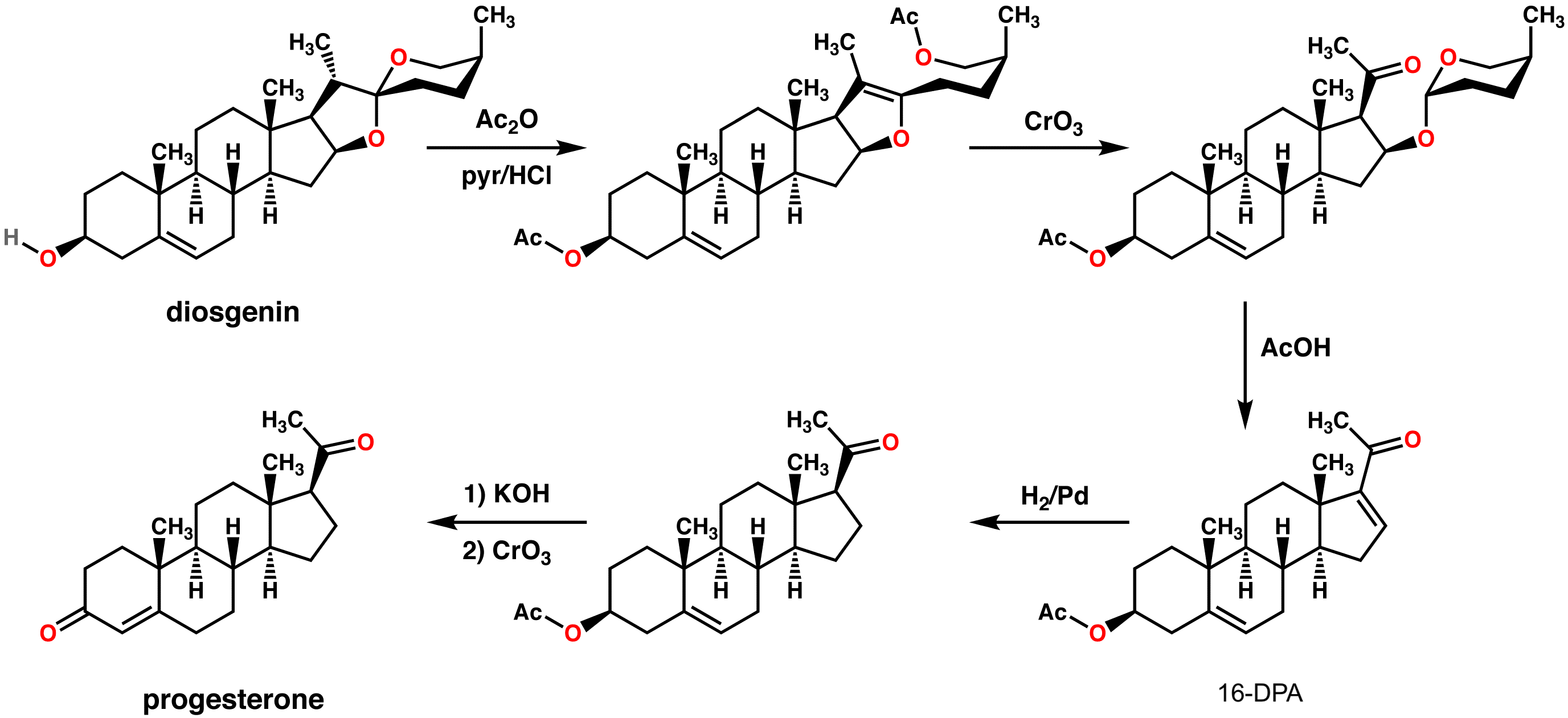
La semisíntesis Marker de la progesterona a partir de la diosgenina.

En 1940, Russell Marker desarrolló para la compañía farmacéutica Parke-Davis un procedimiento económico de semisíntesis de la progesterona a partir del esteroide diosgenina aislado de los ñames (véase la figura a la derecha). Esta síntesis se conoce como la degradación de Marker. También se han reportado varias semisíntesis adicionales de progesterona a partir de diversos esteroides. Por ejemplo, la cortisona puede ser desoxigenada simultáneamente en las posiciones C-17 y C-21 mediante el tratamiento con yodotrimetilsilano en cloroformo para producir 11-ceto-progesterona (cetogestina), que a su vez puede reducirse en la posición-11 para obtener la progesterona.

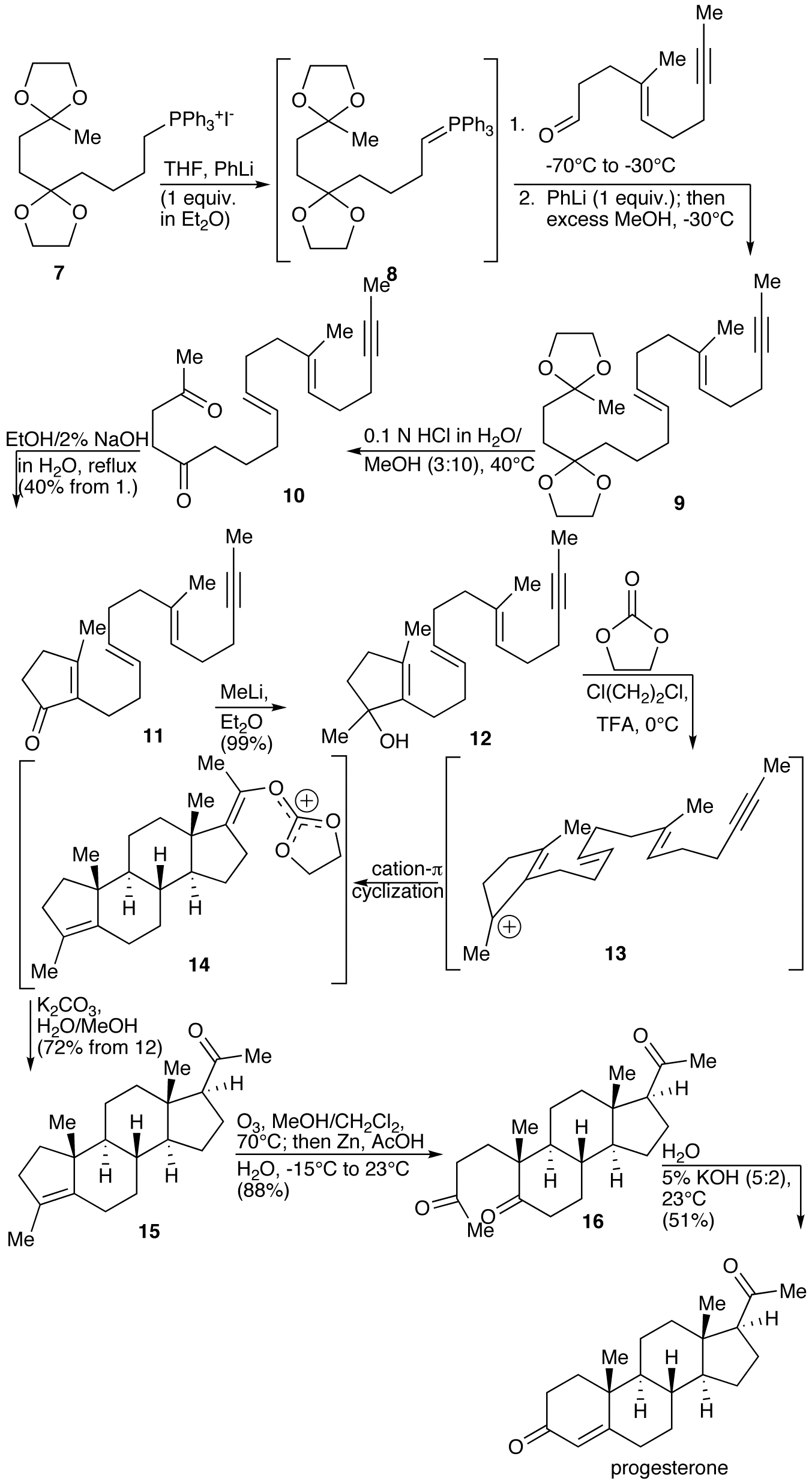
La síntesis total Johnson de la progesterona.

En 1971, William Summer Johnson consiguió una síntesis total de la progesterona (véase la figura a la derecha). La síntesis empieza haciendo reaccionar la sal de fosfonio 7 con fenillitio para producir un iluro de fosfonio 8. El iluro 8 se hace reaccionar con un aldehído para producir el alqueno 9. Los grupos protectores cetales de 9 se hidrolizan para producir la dicetona 10, que a su vez se cicla para formar la ciclopentenona 11. La cetona de 11 se hace reaccionar con metil-litio para obtener el alcohol terciario 12, que a su vez se trata con ácido para producir el catión terciario 13. El paso clave de la síntesis es la ciclación catión-π de 13 en la que los anillos B, C y D de los esteroides se forman simultáneamente para producir 14. Este paso se asemeja a la reacción de ciclación catiónica utilizada en la biosíntesis de esteroides y por lo tanto, se conoce como biomimético. En el siguiente paso el ortoéster enol se hidroliza para producir la cetona 15. Luego, el anillo-A ciclopenteno se abre mediante oxidación con ozono para producir 16. Finalmente, la dicetona 17 se somete a una condensación aldólica intramolecular mediante un tratamiento con hidróxido de potasio acuoso para producir la progesterona.

## Concentración
En las mujeres, la concentración de progesterona es relativamente baja durante la fase preovulatoria del ciclo menstrual, sube después de la ovulación y se mantiene elevada durante la fase lútea, como muestra el diagrama. La concentración de progesterona tiende a ser <2 ng/ml antes de la ovulación y >5 ng/ml después de la ovulación. En el embarazo la concentración de progesterona se mantiene inicialmente en valores lúteos. Con el inicio del cambio lúteo-placentario en el embarazo la concentración empieza a subir y puede alcanzar los 100 o 200 ng/ml al término del embarazo. Se ha discutido si una disminución de progesterona es o no fundamental para la iniciación del parto y puede que esto sea dieferente entre especies. Después del parto y durante la lactancia la concentración de progesterona es muy baja. 
La concentración de progesterona es relativamente baja en niños y en mujeres posmenopáusicas. Los varones adultos muestran valores similares a los de la fase folicular del ciclo menstrual en las mujeres.
| Circunstancia                         | Intervalos de referencia para análisis de sangre | Intervalos de referencia para análisis de sangre | Intervalos de referencia para análisis de sangre |
| Circunstancia                         | Límite inferior                                  | Límite superior                                  | Unidades                                         |
| ------------------------------------- | ------------------------------------------------ | ------------------------------------------------ | ------------------------------------------------ |
| Mujer con el ciclo menstrual          | (véase el diagrama)                              | (véase el diagrama)                              | (véase el diagrama)                              |
| Mujer posmenopáusica                  | <0,2                                             | 1                                                | ng/mL                                            |
| Mujer posmenopáusica                  | <0,6                                             | 3                                                | nmol/L                                           |
| Mujer que toma anticonceptivos orales | 0,34                                             | 0,92                                             | ng/mL                                            |
| Mujer que toma anticonceptivos orales | 1,1                                              | 2,9                                              | nmol/L                                           |
| Varón de 16 años o más                | 0,27                                             | 0,9                                              | ng/mL                                            |
| Varón de 16 años o más                | 0,86                                             | 2,9                                              | nmol/L                                           |
| Mujer o varón entre 1 y 9 años        | 0,1                                              | 4,1 o 4,5                                        | ng/mL                                            |
| Mujer o varón entre 1 y 9 años        | 0,3                                              | 13                                               | nmol/L                                           |

## Efectos

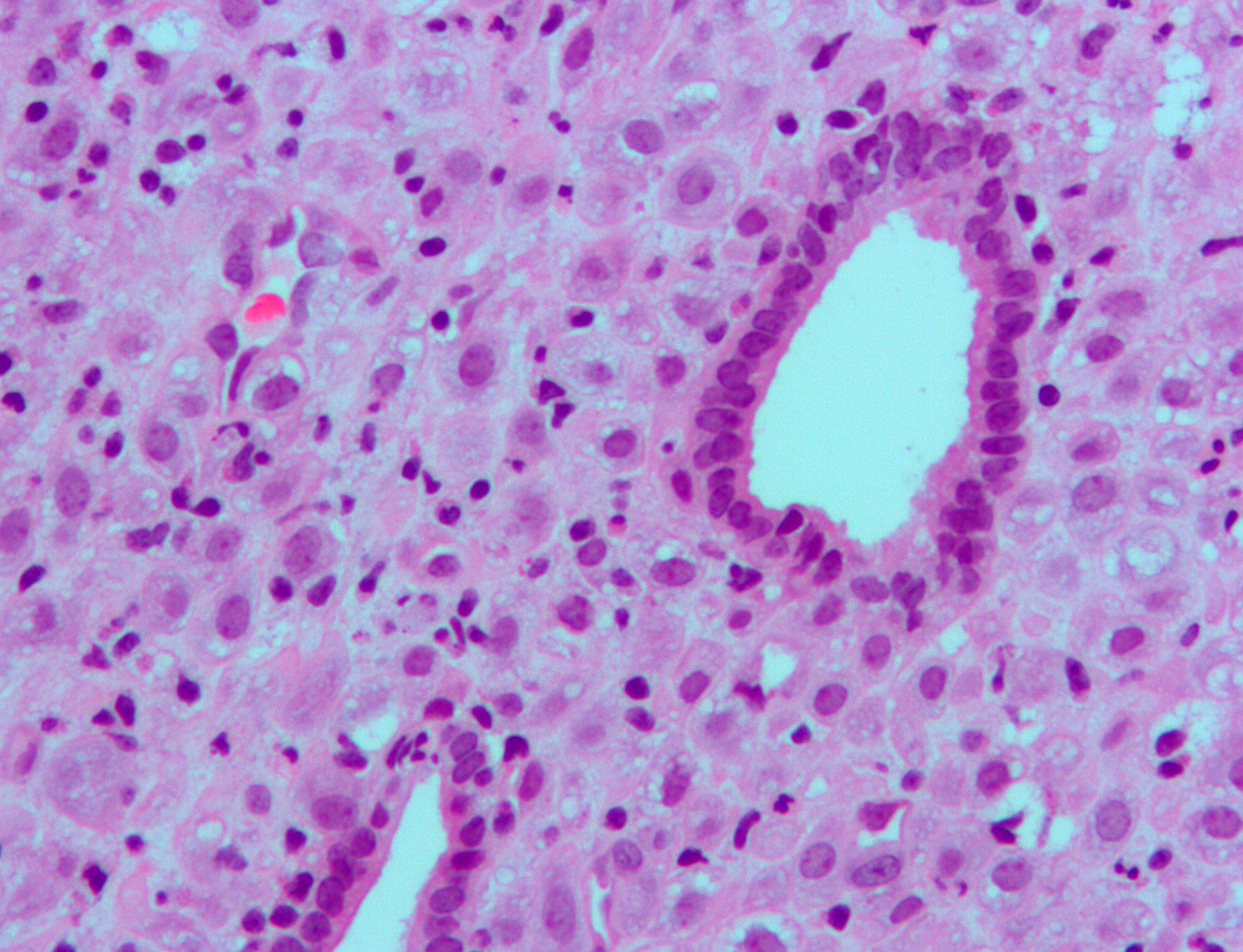
Una micrografía mostrando los cambios en el endometrio debido a la progesterona (decidualización). Tinción hematoxilina-eosina.

La progesterona ejerce su acción principal a través del receptor de progesterona intracelular, aunque también existe un receptor unido a membrana denominado PGRMC1 y que es responsable de varias alteraciones de la fertilidad, aunque aún es poco difundido. Además, la progesterona es un antagonista muy potente del receptor de mineralcorticoides (el receptor de la aldosterona y otros mineralocorticoides). La progesterona previene la activación de los receptores de mineralcorticoides al unirse a estos receptores con una afinidad que supera incluso los de la aldosterona y otros corticosteroides, como el cortisol y la corticosterona.
La progesterona tiene una serie de efectos fisiológicos que son amplificados en la presencia de estrógenos. Los estrógenos a través de los receptores de estrógenos regulan al alza la expresión génica de los receptores de progesterona. También, niveles elevados de progesterona reducen fuertemente la actividad de la aldosterona de retener sodio, resultando en natriuresis y una reducción en el volumen del líquido extracelular. Por otra parte, la abstinencia de progesterona es asociado con un aumento temporal en la retención de sodio (natriuresis reducido, con un incremento en el volumen del líquido extracelular) debido al incremento compensatorio en la producción de aldosterona, que lucha contra el bloqueo de los receptores de mineralocorticoides por los niveles previamente elevados de progesterona.

### Sistema reproductor
La progesterona tiene efectos claves vía una señalización no genómica en la esperma humana a medida que migran a través del tracto femenino antes de que la fertilización ocurra, aunque los receptores aún no han sido identificados. La caracterización detallada de los acontecimientos que ocurren en el esperma en respuesta a la progesterona ha elucidado ciertos eventos, incluyendo tránsitos de calcio intracelular y cambios mantenidos, oscilaciones lentas de calcio, ahora se piensa que posiblemente regulan la motilidad. Interesantemente la progesterona también ha demostrado producir efectos en los espermatozoides del pulpo.
La progesterona modula la actividad de los canales de cationes de los espermatozoides (CatSper) Ca2+. Dado que los óvulos liberan progesterona, el espermatozoide podría usar la progesterona como señal de recalada para nadar hacia el óvulo (quimiotaxis). Por lo tanto, las sustancias que bloquean el sitio de unión de la progesterona en los canales CatSper podrían ser utilizado en la anticoncepción masculina.

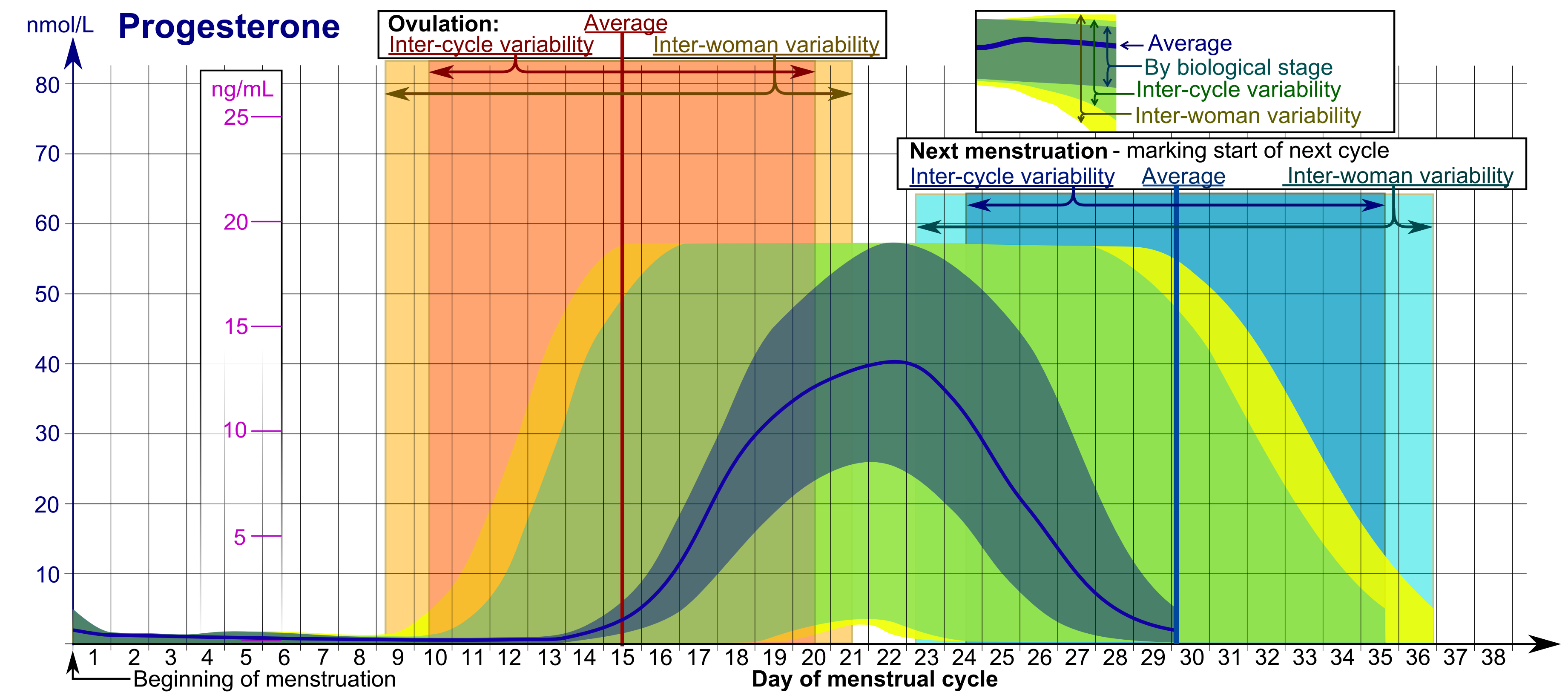
Intervalos de referencia para análisis de sangre de progesterona durante el ciclo menstrual.
- Los intervalos marcados By biological stage (por etapas biológicas) pueden ser ocupados en ciclos menstruales en estrecho seguimiento en lo que respecta a otros indicadores de su progreso biológico, con la escala de tiempo comprimida o estirada dependiendo de cuan rápido o lento, respectivamente, sea el progreso del ciclo comparado con un ciclo promedio.
- Los intervalos etiquetados Inter-cycle variability (variabilidad inter-ciclo) son más apropiados para usarse en ciclos no monitoreados donde solo se conoce el comienzo del ciclo y la mujer sabe la duración promedio de su ciclo y tiempo de ovulación, y que son relativamente regulares, con la escala de tiempo comprimida o estirada dependiendo de cuan corto o largo, respectivamente, sea el ciclo comparado con el promedio de la población.
- Los intervalos marcados Inter-woman variability (variabilidad entre mujeres) son más apropiados para usarse cuando se deconocen la duración y tiempo de ovulación y solo se conoce el comienzo del ciclo.

La progesterona es a veces llamada la "hormona del embarazo", y tiene muchas funciones relacionadas el desarrollo del feto:
- La progesterona convierte el endometrio a su fase de secreción para preparar el útero para su implantación. Al mismo tiempo la progesterona afecta al epitelio vaginal y el moco cervical, haciéndolo espeso e impenetrable para el espermatozoide. Si no ocurre un embarazo, los niveles de progesterona disminuyen, dando lugar, en el humano, a la menstruación. El sangrado menstrual normal es debido a la abstinencia de progesterona. Si no ocurre una ovulación y el cuerpo lúteo no se desarrolla, los niveles de progesterona podrían ser bajos, llevando a una sangrado uterino disfuncional anovulatorio.
- Durante la implantación y gestación, la progesterona parece reducir la respuesta inmune maternal para permitir la aceptación del embarazo.
- La progesterona disminuye la contractilidad del músculo liso uterino.[36]
- Una caída en los niveles de progesterona es, posiblemente, un paso que facilita el inicio del parto.

El feto metaboliza la progesterona placentaria en la producción de esteroides adrenales.

### Sistema nervioso
La progesterona, como la pregnenolona y dehidroepiandrosterona, pertenece al grupo de neuroesteroides. Puede ser sintetizado dentro del sistema nervioso central y también sirve como un precursor de otro importante neuroesteroide, la alopregnanolona.
Los neuroesteroides afectan el funcionamiento de las sinapsis, son neuroprotectores, y afectan la mielinización. Son investigados por su potencial de mejorar la memoria y habilidad cognitiva. La progesterona afecta la regulación de los genes apoptóticos.
Sus efectos como neuroesteroide funcionan predominantemente a través de la vía beta GSK-3, como un inhibidor. (Otros inhibidores beta GSK-3 incluyen estabilizadores del ánimo bipolares, litio y ácido valproico.)

### Otros efectos
- Eleva los niveles del factor de crecimiento epidérmico, un factor que a menudo es utilizado para inducir la proliferación, y se utiliza para mantener los cultivos de células madre.
- Incrementa la temperatura central (función termogénica) durante la ovulación.[38]
- Reduce espasmos y relaja los músculos lisos. Los bronquios se amplían y la mucosa es regulada. (Los receptores de progesterona están ampliamente presentes en el tejido submucoso.)
- Actúa como agente antiinflamatorio y regula la respuesta inmune.
- Reduce la actividad de la vesícula biliar.[39]
- Puede que afecte la salud de las encías, aumentando el riesgo de gingivitis y caries dentales.
- Parece evitar el cáncer de endometrio al regular los efectos del estrógeno.

## Efectos adversos
La progesterona en forma de píldoras (en realidad una versión sintética, como un progestágeno) tomada a 400 mg como es citado por la patente puede causar una mayor retención de líquidos, que puede resultar en epilepsia, migraña, asma, disfunción renal o cardiaca. Puede desarrollarse coágulos sanguíneos que pueden ocasionar accidentes cerebrovasculares y ataques al corazón, lo que puede conducir a la muerte o discapacidad a largo plazo; embolia pulmonar o cáncer de mama también pueden desarrollarse como resultado del tratamiento con progesterona. La progesterona se asocia con un riesgo incrementado de enfermedades trombóticas, tales como tromboflebitis, enfermedades cerebrovasculares, embolia pulmonar y trombosis retinal.
Los efectos adversos comunes incluyen calambres, dolor abdominal, dolor óseo, dolor perineal, dolor de cabeza, artralgia, estreñimiento, dispareunia, nocturia, diarrea, náuseas, vómitos, ampliación de mama, dolor en las articulaciones, flatulencia, sofocos, disminución de la libido, sed, aumento del apetito, nerviosismo, somnolencia, micción excesiva durante la noche. Los efectos psiquiátricos incluyen depresión, cambios de humor, inestabilidad emocional, agresión, llanto anormal, insomnio, falta de memoria, trastornos del sueño.
Los efectos adversos menos frecuentes que pueden presentarse incluyen alergias, anemia, hinchazón, fatiga, temblores, urticaria, dolor, conjuntivitis, mareos, vómitos, mialgias, dolor de espalda, dolor en los senos, prurito genital, infección por hongos genitales, infección del tracto respiratorio superior, cistitis, disuria, astenia, xeroftalmia, síncope, dismenorrea, tensión premenstrual, gastritis, infección del tracto urinario, flujo vaginal, faringitis, sudoración, hiperventilación, sequedad vaginal, disnea, fiebre, edema, síntomas de gripe, sequedad de boca, rinitis, dolor de piernas, decoloración de la piel, trastornos de la piel, seborrea, sinusitis, acné.
Investigaciones actuales sugieren que la progesterona juega un papel importante en la señalización de la liberación de insulina y la función pancreática, y podría afectar la susceptibilidad a la diabetes. Se ha demostrado que las mujeres con altos niveles de progesterona durante el embarazo tienen más probabilidades de desarrollar anormalidades en la glucosa.

## Aplicaciones médicas

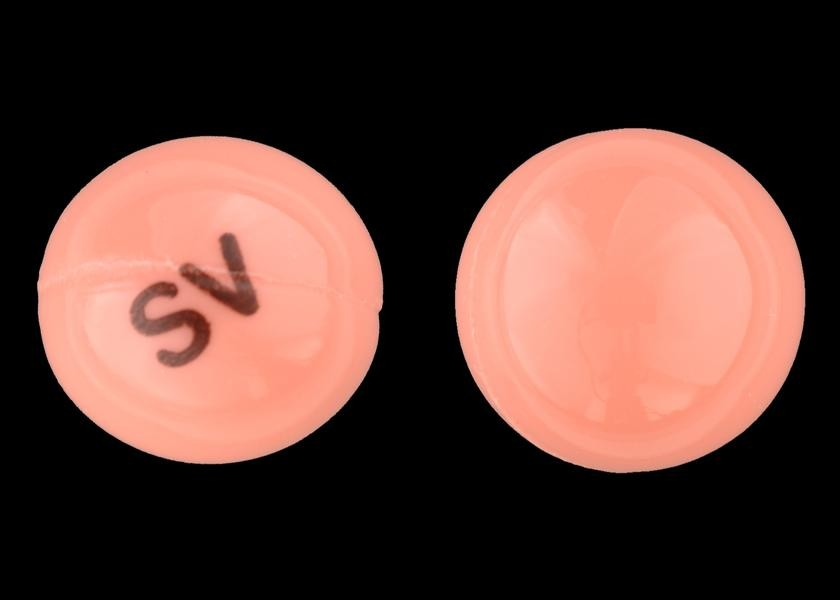
Cápsula oral Prometrium 100 mg

El uso de la progesterona y sus análogos tienen muchas aplicaciones médicas, tanto para hacer frente a situaciones críticas como para hacer frente a la disminución a largo plazo de los niveles de progesterona natural. Debido a la baja biodisponibilidad de la progesterona por vía oral, muchos progestágenos sintéticos han sido diseñados con una biodisponibilidad oral mejorada. La progesterona fue aprobada por la FDA de los Estados Unidos como un gel vaginal el 31 de julio de 1997, en cápsula oral el 14 de mayo de 1998 en inyección el 25 de abril de 2001 y como un inserto vaginal el 21 de junio de 2007. En Italia y España, la progesterona se vende bajo la marca Progeffik.

### Biodisponibilidad
La vía de administración afecta el efecto de la droga. Por vía oral, la progesterona tiene una amplia gama en la variabilidad en la absorción y biodisponibilidad de persona a persona, mientras que los progestágenos sintéticos se absorben rápidamente, con una vida media más larga que la progesterona y mantienen niveles estables en la sangre.
La progesterona no se disuelve en agua y no se absorbe bien por vía oral a menos que sea micronizada en aceite. Los productos de progesterona a menudo se venden como cápsulas conteniendo progesterona micronizada en aceite. La progesterona también puede ser administrada a través de supositorios o pesarios vaginales o rectales, transdérmicamente a través de geles o cremas, o vía inyección (aunque este último tiene una corta vida media requiriendo una administración diaria).
Los productos de "progesterona natural" derivados del ñame no requieren receta médica, pero no existe evidencia que el cuerpo humano pueda convertir su ingrediente activo (la diosgenina, el esteroide de la planta que es químicamente convertido para producir la progesterona industrialmente) en progesterona.

### Usos específicos
- La progesterona se utiliza para mantener el embarazo en ciclos de la Tecnología de Reproducción Asistida (TRA) tal como la Fertilización In-vitro (FIV). Mientras que las inyecciones diarias intramusculares de progesterona en aceite (PIO) han sido la ruta de la administración estándar, las inyecciones de PIO no están aprobadas por la FDA para su uso en el embarazo. Un reciente metaanálisis mostró que la vía intravaginal con una dosis y frecuencia de la dosis adecuada es equivalente a inyecciones intramusculares diarias.[52] Además, un estudio reciente de casos de concordancia comparando la progesterona vaginal con inyecciones de PIO mostró que las tasas de nacimientos vivos fueron casi idénticos con ambos métodos.[53]
- La progesterona es usada para controlar el sangrado anovulatorio persistente. También es usada para preparar el revestimiento del útero en terapias de esterilidad y para mantener el embarazo temprano. Las pacientes con pérdida recurrente de embarazo debido a una producción inadecuada de progesterona podrían recibir progesterona.
- La progesterona también se utiliza en mujeres no embarazadas con un retraso en la menstruación de una o más semanas, a fin de que el endometrio engrosado se desprenda. Este proceso se llama una hemorragia por deprivación de progesterona. La progesterona es tomada por vía oral durante un corto período de tiempo (generalmente una semana), después la progesterona se suspende y el sangrado debería ocurrir.
- La progesterona está siendo investigada como potencialmente beneficiosa en el tratamiento de la esclerosis múltiple, puesto que el deterioro característico de la mielina de los nervios se detiene durante el embarazo. Cuando los niveles de progesterona se elevan; el deterioro comienza de nuevo cuando los niveles bajan.
- La progesterona por vía vaginal está siendo investigada como potencialmente beneficiosa en la prevención de nacimientos prematuros en mujeres con riesgo de parto prematuro. El estudio inicial realizado por Fonseca sugirió que la progesterona vaginal podría prevenir el parto prematuro en mujeres con antecedentes de parto prematuro.[54] Según un estudio reciente, las mujeres con un cuello uterino corto que recibieron tratamiento hormonal con un gel de progesterona tuvieron una reducción en el riesgo de dar a luz antes de tiempo. El tratamiento hormonal fue administrado por vía vaginal todos los días durante la segunda mitad del embarazo.[55]

Un estudio posterior y más grande mostró que la progesterona vaginal no era mejor que el placebo en la prevención del parto prematuro recurrente en mujeres con antecedentes de un parto prematuro previo, pero un análisis planificado secundario de los datos de este ensayo mostró que las mujeres con un cuello uterino corto al inicio del estudio en el ensayo obtenían dos ventajas: reducir la cantidad de partos de menos de 32 semanas y reducir la frecuencia y tiempo que sus bebés estuvieron en cuidados intensivos. En otro ensayo, la progesterona vaginal demostró ser mejor que el placebo en la prevención del parto prematuro antes de las 34 semanas en mujeres con un cuello extremadamente corto en la línea base. Un editorial de Roberto Romero analiza el papel de la longitud cervical ecográfica en la identificación de los pacientes que podrían beneficiarse del tratamiento con progesterona.
- La progesterona también tiene un papel en la elasticidad de la piel y la resistencia ósea, en la respiración celular, en el tejido nervioso y en la sexualidad femenina, y la presencia de receptores de progesterona en ciertos tejidos musculares y grasos podría dar una pista sobre la función de estos en el dimorfismo sexual.[60]
- Los antagonistas de receptores de progesterona, o moduladores selectivos de los receptores de progesterona (SPRM)s, tal como el RU-486 (Mifepristona), se pueden utilizar para prevenir la concepción o inducir un aborto médico.

Nótese que los métodos de anticoncepción hormonal no contienen progesterona, sino una progestina.
La progesterona podría afectar el comportamiento masculino.
La progesterona está comenzando a ser utilizada en el tratamiento de la enfermedad de la piel hidradenitis supurativa.

### Daño cerebral
Estudios anteriores han demostrado que la progesterona apoya el desarrollo normal de las neuronas en el cerebro, y que la hormona tiene un efecto protector sobre el tejido cerebral dañado. Se ha observado en modelos de animales que las mujeres tienen una menor susceptibilidad a lesiones cerebrales traumáticas y este efecto protector ha planteado la hipótesis de que es causada por el aumento de los niveles circulantes de estrógeno y progesterona en las mujeres. Una serie de estudios adicionales en animales han confirmado que la progesterona tiene un efecto neuroprotector cuando se administra poco después de una lesión cerebral traumática. Se han reportado resultados alentadores en ensayos clínicos con humanos.
El mecanismo de los efectos protectores de la progesterona podría ser la reducción de la inflamación que le sigue a un trauma cerebral.